# 生きる〜こころと健康
『生きる〜こころと健康』（いきる こころとけんこう）は、1986年4月から1996年9月まで一部TBS系列局で放送された放送映画製作所製作のドキュメンタリー番組。提供は住友生命健康財団（後に住友生命が参入）。

## 概要
毎回1人の人物にスポットを当て、その人物の1日を通じて生き方について学ぶ番組だった。TBSでは毎週日曜 8:15 - 8:30 （後に土曜 10:15 - 10:30、6:15 - 6:30）に、毎日放送（MBS）では毎週土曜 6:45 - 7:00 （後に日曜 6:30 - 6:45）に、中部日本放送（CBC）では毎週土曜 11:15 - 11:30に放送されるなど、放送時間はネット局ごとに異なっていた。
なお、番組開始当初は『生きる〜人と健康』というタイトルだった。

## スタッフ
- 監修：河合隼雄
- ナレーター：坂本登志子（元毎日放送アナウンサー）
- 製作：放送映画製作所 - TBSが幹事局を務めていたことと、毎日放送が放送映画製作所の筆頭株主（現在は完全出資）だったことから、間接的ながらTBSと毎日放送が共同制作する形となっていた。